# Zentralstelle für Nachrichtennetze
Die Zentralstelle für Nachrichtennetze (ZfN) war eine wissenschaftlich-technische Einrichtung des Ministeriums für Nationale Verteidigung (MfNV) der Deutschen Demokratischen Republik (DDR) in Ziegenhals bei Berlin.

## Geschichte
Die Einrichtung wurde am 1. Oktober 1957 als Erprobungsabteilung Nachrichten durch Befehl des Ministers für Nationale Verteidigung gegründet, 1960 in Erprobungsstelle für Nachrichtengerät (NES) umbenannt und fusionierte ab 1. Februar 1975 mit dem Zentralen Nachrichten-Projektierungsdienst der Hauptnachrichtenzentrale des MfNV zur Zentralstelle für Nachrichtennetze (ZfN). Sie wurde am 3. Oktober 1990 in die Struktur der Bundeswehr eingegliedert.

## Ziele und Aufgaben
Die ZfN verfolgte vier Aufgaben:
1. Themenleitung Entwicklung territorialer Nachrichtentechnik
2. Vorbereitung der Einführung von Feldnachrichtentechnik des Warschauer Vertrags
3. Investitionsauftraggeber für das Sondernetz 1 (S1)
4. Einführung von Mikroelektronik zur territorialen Führung im Bereich Chef Nachrichten des MfNV

## Struktur der ZfN

### Erprobungsabteilung Nachrichten 1957–1960
- Unterabteilung Funk-/Richtfunkmittel
- Unterabteilung Drahtnachrichtenmittel
- Zug Kraftfahrer / Erprobungspersonal

### Erprobungsstelle für Nachrichtengerät (NES) 1960–1975
- ab 1965 ergänzt um zwei selbständige Arbeitsgruppen
- AG Datenübertragung
- AG Mechanisierungsmittel / Kfz-Einbauten

### Zentralstelle für Nachrichtennetze (ZfN) 1976–1990
- Stellvertreter wissenschaftlich-technische Grundsatzarbeit
- Stellvertreter Planung und Investitionen

## Arbeitsschwerpunkte 1957–1990

### Themenleitung Entwicklung territoriale Nachrichtentechnik
Die Regierung der DDR beauftragte die Industrie, für den flächendeckenden, territorialen Einsatz zur Landesverteidigung eine eigene Nachrichtentechnik zu entwickeln. Dafür schlug die ZfN dem MfNV die entsprechenden Entwicklungsthemen auf Basis einer Langfristigen Konzeption vor. Diese Themen wurden durch das Ministerium für Wissenschaft und Technik (MWT) nach erfolgreicher Verteidigung der Pflichtenhefte in den Staatsplan der DDR aufgenommen. Die ZfN koordinierte die Pflichtenheftsentwürfe mit anderen Bedarfsträgern u. a. Reichsbahn, Post, Polizei und der Industrie, übernahm die Themenleitung, Erprobung der Entwicklungsmuster und die Vorbereitung der Einführung.

### Vorbereitung der Einführung von Feldnachrichtentechnik des Warschauer Vertrags
Die ZfN übernahm die Erprobung und Anfertigung deutschsprachiger Dokumentation für die Einführung aus den Ländern des Rat der Gegenseitigen Wirtschaftshilfe RGW importierter Feldnachrichtentechnik in die Nachrichtentruppe der Nationale Volksarmee (NVA). Diese mobile Feldnachrichtentechnik wurde im Zeitraum 1964–1986 eingeführt und war meist identisch mit der Ausrüstung der Gruppe der Sowjetischen Streitkräfte in Deutschland (GSSD). Damit wurde die Führung im Verbund der Warschauer Vertragsstaaten gesichert. Die ZfN betreute die Einführung von ca. dreißig verschiedenen importierten Gerätesätzen. Die ZfN war ebenso mit Stellungnahmen und Vorschlägen in die strategische Entwicklungen von Feldnachrichtentechnik involviert, die als Operativ-Taktische Forderungen (OTF) zwischen den Warschauer Vertragsstaaten abgestimmt wurden.

### Investitionsauftraggeber für das Sondernetz 1 (S1)
Ab 1975 wurde die ZfN Investitionsauftraggeber und übernahm die Planung, Koordinierung und Leitung des Aufbaus des Sondernetz 1 (S1). In der Zeit von 1982 bis 1989 entstand das Sondernetz 1 mit neun vernetzten Hauptvermittlungen HVSt, neun Knotenvermittlungen KVSt und 38 von 83 geplanten Zwischenvermittlungen ZVSt. Bestehende und neue Endvermittlungen wurden überwiegend an die ZVSt angeschlossen. Während des Aufbaus waren Querverbindungen zu alten Netzen der Bedarfsträger eingerichtet. Das Sondernetz 1 wurde von der Zentralstelle für Schaltung und Betrieb (ZfSB) in Strausberg mit modernen mikroelektronischen Prüf- und Messgeräten geführt.

### Einführung von Mikroelektronik zur territorialen Führung im Bereich Chef Nachrichten CN des MfNV
Schwerpunkt der ZfN ab den 1980er Jahren war die Vorbereitung der Datenübertragung zwischen den Führungsstellen der NVA. Die ZfN hat umfangreiche Fehlerstrukturmessungen in Nachrichtenkanälen vorgenommen, speziell mit Hilfe der im Auftrag entwickelten Fehlerstrukturmesseinrichtung SUSI. Daraus wurden Kanalmodelle erarbeitet und Feldversuche durchgeführt. Erprobt wurde z. B. die Datenübertragungseinrichtung DFE 550 (Robotron) über Funk- und Drahtkanäle. Ab Beginn der 1980er Jahre bis 1990 wurde die Mikroelektronik intensiv angewendet:
- Auswertung der Lagedarstellung im Feldnetz mit ersten Mikrorechnern
- Umfangreiches Mikrorechner-Prüfgerätesystem PGS für zentrale Überwachung der Dienstgüte und zur Fehlerortung im Sondernetz 1 für die mechanischen Vermittlungen (Koordinatenschalter), Einführung in die Praxis.
- Auftrag zur Entwicklung der elektronischen Vermittlung NZ64 und NZ400D[5], mit Anwendung der Echtzeit-Programmiersprache PLZ/RTC, Erprobung, Einführung und Produktion (Fernmeldewerk Neustadt-Glewe), Testbetrieb der NZ64 als ZVSt im Sondernetz 1 (Königs Wusterhausen)
- Auftrag zur Entwicklung und Produktion von UNIX-Rechern A 5120-16 und P8000, die militärischen Bezeichnungen sind SSR8 und SSR16.
- Einflussnahme auf die Entwicklung der 16bit-Schaltkreise U8001 und MMU
- Mikrorechnergesteuerte Kurzwellen-Funkgeräte (Labortests erfolgreich)
- LIKS: Lagedarstellung im Stab des Chef Nachrichten CN, installiert mit Mikrorechnern P8000, vernetzt über Glasfaser, UNIX-basiert
- Mitarbeit an der Implementierung von UNIX-Komponenten für die Rechner P8000
- Erprobung und Einsatz höherer Programmiersprachen für Führungsnetze wie C+, Pascal, Prolog, PLZ/RTC[7], international koordiniert
- Kopplung des Sondernetz 1 mit dem Nachrichtennetz der Bundeswehr mit dem entwickelten elektronischen Umsetzer SK4448, realisiert ab Anfang 1991[2]

## Leiter der Einrichtung
- Major Luck, ab 1957
- Hauptmann Otto Sinner, ab Dezember 1960
- Oberstleutnant Gerhard Ludwig, ab Dezember 1962
- Oberst Joachim Göller, ab Januar 1965
- Oberst Claus Wilhelm, September bis Dezember 1990